# Leo Feist
Pour les articles homonymes, voir Feist.
Leopold Feist dit Leo Feist, né le 3 janvier 1869 à New York et mort le 21 juin 1930 à Mount Vernon (New York), est un éditeur de musique américain.
Il fonde et dirige en 1897 une maison d'édition musicale portant son nom. Dans les années 1920, à l'apogée de l'âge d'or de la musique populaire, sa firme compte parmi les sept plus grands éditeurs de musique au monde. La Leo Feist, Inc., a fonctionné jusqu'en 1934,,,.

## Biographie

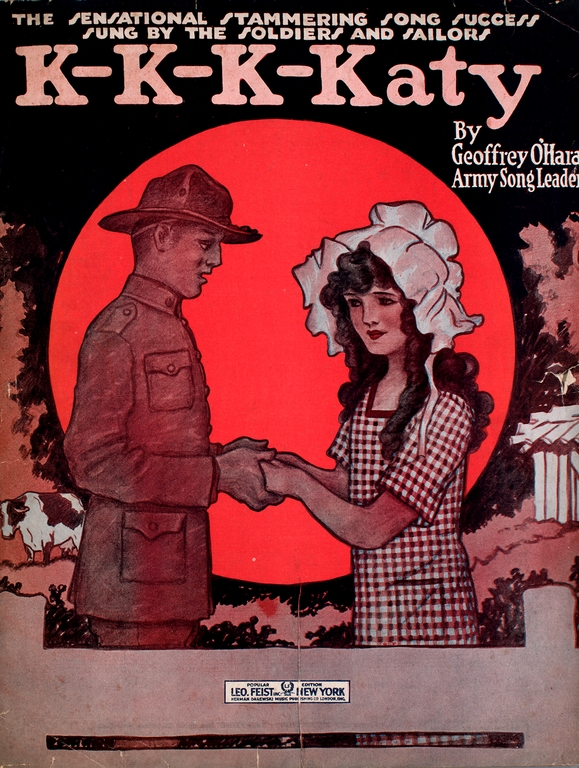
K-K-K-Katy, couverture de la publication originale par Leo Feist à New York en 1918.

Leopold Feist est le frère de Felix F. Feist, directeur des ventes chez Metro-Goldwyn-Mayer. Il est aussi l'oncle de Felix E. Feist, réalisateur de cinéma et de télévision et son petit-neveu est l'auteur de fantasy Raymond Elias Feist.
Feist travaille d'abord comme directeur des ventes dans une usine de corsets puis il s'essaie sans succès en tant qu'auteur-compositeur et en 1895 fonde une société d'édition musicale avec Joe Frankenthaler, la Leo Feist Inc. Les premiers titres à succès qu'ils sortent sont Nobody Cares for Me et Oh, Oh Miss Liberty de Harry von Tilzer. En 1913, Feist achète un immeuble de bureaux de quatre étages à New York contenant des bureaux pour les instrumentistes, les illustrateurs et les auteurs-compositeurs.
En 1917, il acquiert la chanson Over There de George M. Cohan pour 25 000 $, dont il vend deux millions d'exemplaires. Cependant, sa tentative d'acquérir les droits du Tiger Rag (en) de Original Dixieland Jazz Band échoue.
Lors d'une cérémonie pseudo-secrète, Feist épouse Bessie Meyer le 24 juin 1904. Ils ont trois enfants : Nathan Feist (1905–1965), Milton Feist (1907–1975) et Leonard S. Feist (1911–1996).
En 1920, Leo Feist est l'un des sept accusés nommés dans la poursuite antitrust Sherman intentée par le ministère américain de la Justice car il contrôle 80 % de l'activité d'édition musicale.
My Blue Heaven, écrit par Walter Donaldson (musique) en collaboration avec George A. Whiting (en) (paroles), devient la plus grande chanson de l'histoire de Leo Feist, Inc. Gene Austin l'enregistre et il se vend à plus de cinq millions d'exemplaires. Eddie Cantor l'interprète en 1927 dans le vaudeville à succès Ziegfeld Follies.
En 1935, cinq ans après la mort de Leo Feist, Metro-Goldwyn-Mayer acquiert une participation majoritaire dans le capital social de Leo Feist, Inc. En 1973, MGM vend Robbins, Feist et Miller à United Artists. En 1981, MGM achète UA et forme MGM/UA Communications Co. En 1983, MGM/UA vend son entreprise d'édition musicale à CBS Records. CBS a ensuite vendu la branche de la musique imprimée à Columbia Pictures.